# Gaël Etock
Gaël Junior Etock (Douala, 5 juli 1993) is een Kameroens voetballer die bij voorkeur als aanvaller speelt. Hij speelde tot juli 2018 bij Riga FC. Anno 2019 komt Etock uit voor FC Honka Espoo.

## Clubcarrière
Etock speelde in de jeugdacademie van Samuel Eto'o en de jeugd van FC Barcelona. In 2011 trok hij naar het Portugese Sporting Lissabon. Hij debuteerde op 18 augustus 2012 voor het tweede elftal van Sporting in de Segunda Liga tegen Vitória SC B. Hij speelde 68 minuten. Acht dagen later scoorde hij zijn eerste doelpunt op profniveau tegen Atlético Clube de Portugal. In zijn eerste seizoen scoorde hij zes doelpunten uit 29 competitiewedstrijden. In een team met vele talentvolle spelers zoals onder meer Ricardo Esgaio, Diego Rubio, Betinho en Bruma, eindigde Sporting B op de vierde plek in de Segunda Liga, het tweede hoogste niveau in Portugal. Na een verblijf in Israël en Letland komt hij anno 2019 uit voor FC Honka Espoo.